# Investiture de Joe Biden

Logotype de la cérémonie.

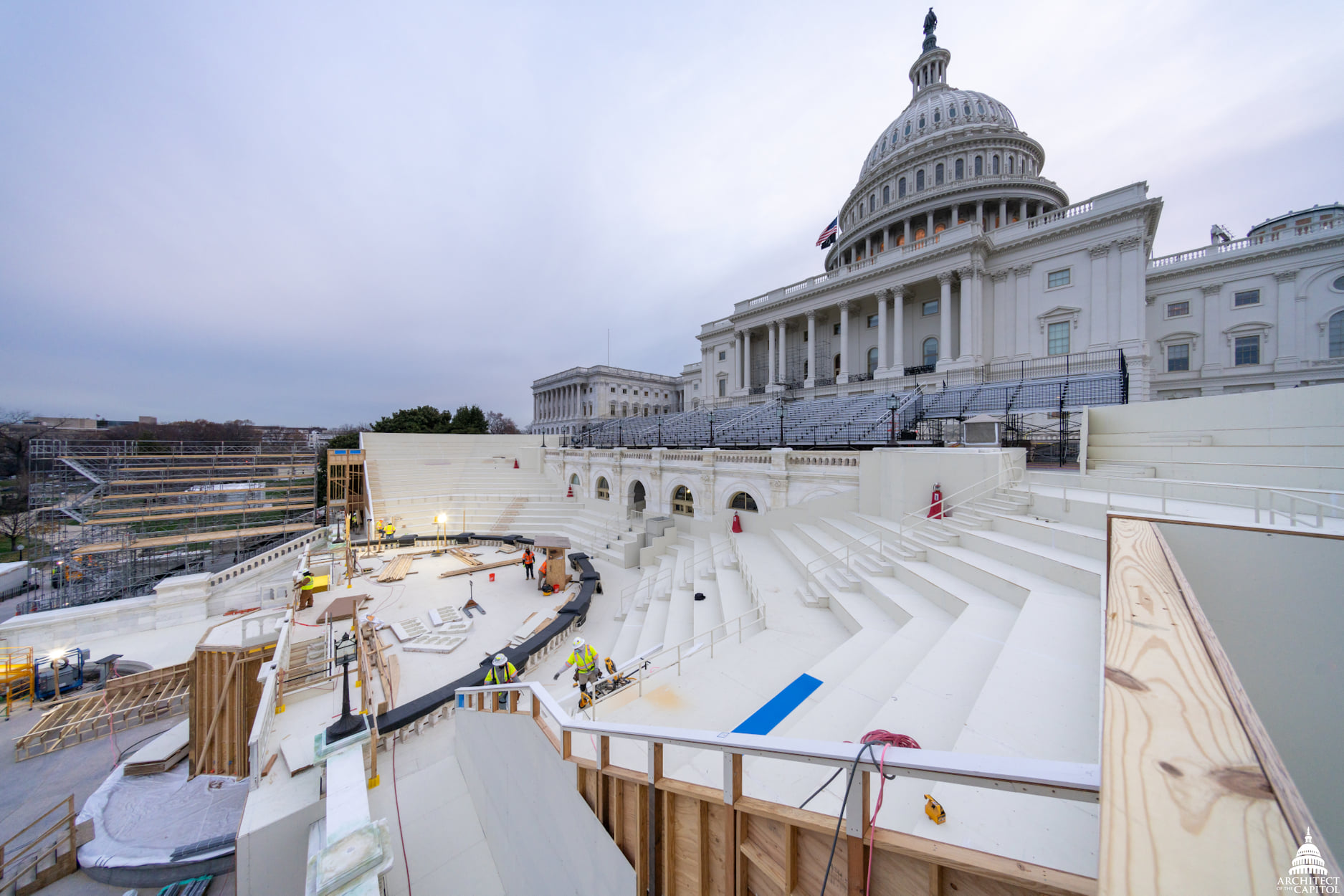
Construction de la plate-forme pour la cérémonie d'investiture, en 12 2020.

L'investiture de Joe Biden en tant que 46e président des États-Unis a lieu le mercredi 20 janvier 2021, Inauguration Day. La cérémonie se déroule sur les marches du Capitole à Washington, D.C. en présence du président et vice-présidente élus Joe Biden et Kamala Harris. Elle marque le début du mandat de Joe Biden comme président des États-Unis et celui de Kamala Harris comme vice-présidente des États-Unis.

## Contexte

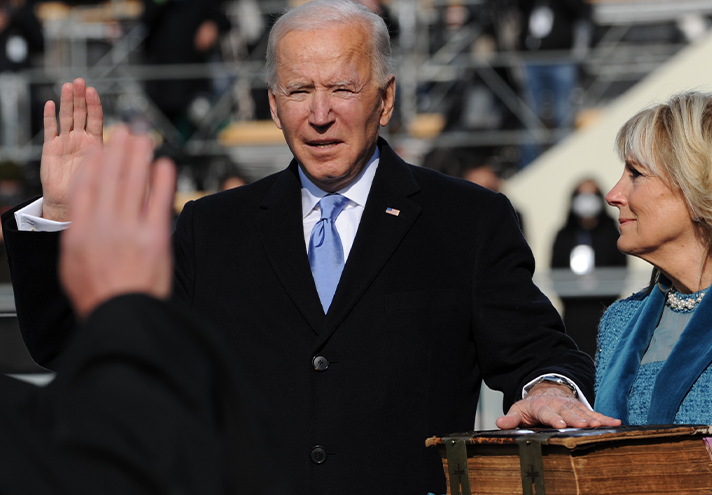
Joe Biden Jr., 46e président des États-Unis, prête serment en tant que président sur la façade ouest du Capitole des États-Unis, le 20 janvier 2021 à 11 h 49.

La cérémonie se déroule en présence des anciens présidents Bill Clinton, George W. Bush, et Barack Obama. Comme annoncé le 8 janvier 2021 dans un dernier tweet avant le bannissement de son compte, le président sortant Donald Trump n'assiste pas à la cérémonie, une première aux États-Unis depuis 1869. Jimmy Carter, ex-président le plus ancien encore en vie, est également absent.

## Sécurité
À la suite de l'assaut du Capitole le 6 janvier 2021, la sécurité de Washington D.C. et en particulier du périmètre autour du Capitole a été renforcée en vue de prévenir de potentielles attaques. En quelques jours, 25 000 réservistes, dont 6 200 militaires de la Garde nationale, sont mobilisés sur place,.

## Cérémonie
L'hymne national américain est interprété par Lady Gaga. Jennifer Lopez chante This Land Is Your Land et America the Beautiful tandis que Garth Brooks interprète Amazing Grace. La poétesse Amanda Gorman lit quant à elle The Hill We Climb, composé pour l'occasion et en réaction à l'assaut du Capitole par des partisans de Donald Trump.

## Affluence
En raison de la pandémie de Covid-19 et contrairement aux précédentes investitures, la cérémonie n'accueille pas de public. À la place de celui-ci, près de 200 000 drapeaux des États-Unis ont été disposés sur l'Esplanade nationale devant le Capitole, censés symboliser ces citoyens absents,.